# Hudson (Nova Iorque)
Hudson é uma cidade localizada no estado americano de Nova Iorque, no Condado de Columbia. A sua área é de 2.16 milhas² (~5.6 km²) e sua população é de 5 894 habitantes (segundo o censo americano de 2020).